# Teratosphaeria gauchensis
Teratosphaeria gauchensis är en svampart som först beskrevs av M.-N. Cortinas, Crous & M.J. Wingf., och fick sitt nu gällande namn av M.J. Wingf. & Crous 2009. Teratosphaeria gauchensis ingår i släktet Teratosphaeria och familjen Teratosphaeriaceae.   Inga underarter finns listade i Catalogue of Life.